# Jape
Jape – irlandzka grupa muzyczna z Dublina wykonująca muzykę elektroniczną i rockową.

## Skład zespołu
- Richie Egan - frontmen

## Dyskografia

### Albumy
- Cosmosphere - debiut fonograficzny 2003
- The Monkeys in the Zoo Have More Fun Than Me - 2004
- Ritual - 2008

### Single
- Floating
- I Was a Man - 2008